# Mistrzostwa Polski w Podnoszeniu Ciężarów Mężczyzn 1997
Mistrzostwa Polski w Podnoszeniu Ciężarów Mężczyzn 1997 – 67. edycja mistrzostw, która odbyła się w Bydgoszczy w dniach 10-12 października 1997 roku. 

## Wyniki
| Konkurencja: | Złoto:                                  | Wynik             | Srebro:                              | Wynik             | Brąz:                                 | Wynik             |
| 54 kg        | Henryk Rok Światowit Myszków            | 220 (100+120)     | Sławomir Ruszczyk Okęcie Warszawa    | 207,5 (87,5+120)  | Artur Wolkownik Jedność Boronów       | 200 (90+110)      |
| 59 kg        | Marek Gorzelniak Śląsk Wrocław          | 255 (107,5+147,5) | Piotr Ciupa WLKS Siedlce             | 242,5 (107,5+135) | Piotr Cecot Rolimpex Terespol         | 235 (105+130)     |
| 64 kg        | Wojciech Natusiewicz Budowlani Koszalin | 282,5 (120+162,5) | Sławomir Wieczorek Mazovia Ciechanów | 275 (125+150)     | Andrzej Petryszyn Śląsk Wrocław       | 270 (125+145)     |
| 70 kg        | Waldemar Kosiński Światowit Myszków     | 327,5 (150+177,5) | Arkadiusz Smółka Mazovia Ciechanów   | 317,5 (147,5+170) | Włodzimierz Chlebosz Śląsk Wrocław    | 310 (137,5+172,5) |
| 76 kg        | Andrzej Kozłowski Budowlani Opole       | 345 (155+190)     | Jerzy Jaśniak Włókniarz Konstantynów | 325 (140+185)     | Ryszard Ciupa WLKS Siedlce            | 317,5 (147,5+170) |
| 83 kg        | Andrzej Cofalik Śląsk Tarnowskie Góry   | 372,5 (170+202,5) | Krzysztof Siemion Budowlani Opole    | 365 (165+200)     | Mariusz Rytkowski Mazovia Ciechanów   | 350 (160+190)     |
| 91 kg        | Tadeusz Drzazga Mazovia Ciechanów       | 365 (165+200)     | Dariusz Zdrojewski Legia Warszawa    | 350 (160+190)     | Piotr Paliński Mazovia Ciechanów      | 345 (155+190)     |
| 99 kg        | Sławomir Zawada Zawisza Bydgoszcz       | 402,5 (185+217,5) | Grzegorz Kleszcz Budowlani Opole     | 375 (165+210)     | Ireneusz Chełmowski Zawisza Bydgoszcz | 355 (157,5+197,5) |
| 108 kg       | Mariusz Jędra Śląsk Wrocław             | 390 (175+215)     | Krzysztof Dębecki Okęcie Warszawa    | 355 (165+190)     | Piotr Wysocki Mazovia Ciechanów       | 355 (157,5+197,5) |
| +108 kg      | Paweł Najdek Budowlani Nowy Tomyśl      | 380 (162,5+217,5) | Robert Krzywański Śląsk Wrocław      | 377,5 (167,5+210) | Piotr Lepszy Śląsk Wrocław            | 340 (152,5+187,5) |